# ニチバン
ニチバン株式会社（英文名称：NICHIBAN CO.,LTD.）は、日常の様々なテープ材を製造、国内外に販売する総合メーカー。セロハンテープ、マスキングテープ、救急絆創膏ケアリーヴ、バトルウィンスポーツテーピング、医薬品であるロイヒつぼ膏やうおのめたこ治療薬スピール膏の製造・販売などを主な事業としている。企業メッセージは「ぴったり技術で明日をつくる（英文：Sticking to your needs）」。

## 概要
1918年（大正7年）、薬剤師の歌橋憲一によって「歌橋製薬所」として創業。創業当初は硬膏や軟膏の製造が中心であった。その後、硬膏の製法を応用してゴム絆創膏の製造に着手し、現在の会社の基礎を築く。主にメディカル事業と文具用、産業用テープを補うテープ事業に分かれている。特に国内初のセロハン式粘着テープ「セロテープ」（ニチバンの登録商標）を製造するメーカーとして知られる。本社は東京都文京区関口二丁目。社名は旧社名の日絆薬品工業（にちばんやくひんこうぎょう）に因む。「日絆」の由来は1944年（昭和19年）、第二次世界大戦による戦時下の材料不足を解消するため、日本国内の絆創膏メーカー25社との合併統合で、日本を代表する絆創膏会社になることを願って、歌橋が命名した。東京証券取引所プライム市場上場。
1976年より大鵬薬品工業が資本参加している。現在は約32%を出資。なお、大鵬薬品工業の親会社である大塚ホールディングスのグループ会社には同社の設立当初には含まれていなかったが、現在は大塚ホールディングスおよび大鵬薬品工業の持分法適用関連会社である。2018年に創業100周年を迎え、近年は好調なメディカル事業の成長とアジア・欧州への海外展開が加速化。2020年一般社団法人ソーシャルプロダクツ普及推進協会にて同年度テーマ「プラスチックごみ問題」の解決につながる商品・サービス」にてセロテープ®が大賞を受賞。70年以上前から脱プラスチックに取り組んできた実績が評価され近年はSDGsテーマとして注目される。世界中の新型コロナ感染症蔓延に対して、同社の止血製品チューシャバン、インジェクションパッドなどがワクチン接種に貢献。

## 沿革
- 1918年（大正7年）1月 - 東京府荏原郡品川町（現在の東京都品川区）に歌橋製薬所として創立。
- 1934年（昭和9年）12月 - 株式会社歌橋製薬所に改組。
- 1944年（昭和19年）9月 - 戦時企業整備令により、全国25の絆創膏製造業者を統合。これにより、日絆工業株式会社に商号を変更。
- 1948年（昭和23年）6月 - 日絆薬品工業株式会社に商号変更。
- 1961年（昭和36年）
  - 1月 - ニチバン株式会社に商号変更。
  - 10月 - 東京証券取引所に上場。
- 1983年（昭和58年）12月 - 中央研究所を開設。
- 1994年（平成6年）10月 - 本社を東京都千代田区九段南から現在地の東京都文京区関口に移転。
- 2014年（平成26年）7月 - タイ・バンコク駐在員事務所開設。
- 2017年（平成29年）7月 - NICHIBAN(THAILAND)を設立。
- 2018年（平成30年）1月 - 安城事業所内先端技術棟竣工。大阪工場を安城に移転し、メディカル安城工場稼働。
- 2019年（令和元年）1月 - ドイツ・デュッセルドルフ駐在員事務所開設。
- 2020年（令和2年）10月 - ドイツ・デュッセルドルフにNICHIBAN EUROPE GmbH設立。
- 2024年（令和6年）7月 - 中国・上海に駐在員事務所開設。

## 事業所
- 本社 - 東京都文京区関口2-3-3
- 埼玉工場・製品設計部 - 埼玉県日高市大字大谷沢字西原100
- 安城工場・医薬品安城工場・先端応用研究所 - 愛知県安城市二本木新町3-1-1
  - 東海道新幹線の三河安城駅付近に、宇宙空間に浮かぶ地球とセロテープ、「無くしてわかるありがたさ 親と健康とセロテープ」が描かれた建物があるが、この建物が安城工場である。なお、この看板は2018年にリニューアルされ、セロテープのパッケージをモチーフとしたものとなっている。
- オフィス（支店） - 札幌市、仙台市、東京新宿区（飯田橋）、名古屋市、大阪市、広島市、福岡市

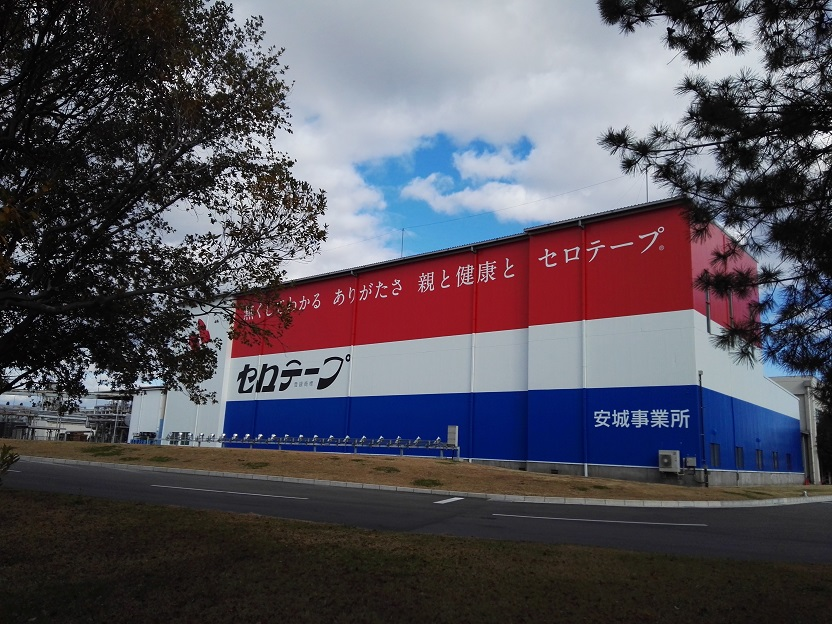
三河安城駅付近にあるセロテープの広告が描かれた建物(2018年)

## 主な商品
- メディカル事業
  - ケアリーヴ、ケアリーヴ治す力、あかぎれ保護バン、オーキューバンエコ（絆創膏）
  - スポーツ用テーピング「バトルウィン」シリーズ
  - ロイヒつぼ膏【第3類医薬品】（消炎鎮痛剤）
  - ロイヒ膏ロキソプロフェン、ロイヒクリームフェルビ、ロイヒ膏フェルビコンパクト、ロイヒ温シップフェルビナク【第2類医薬品】（消炎鎮痛剤）
  - スピール膏、スピールジェル【第2類医薬品】（魚の目治療薬）
    - スピール膏M【医療用医薬品】

  - その他医療用各種テープ、薬局向けのマスク、ガーゼ、包帯、サージカルテープなどを販売。

- テープ事業
  - セロテープ（海外輸出ブランド名：Panfix）、両面テープナイスタック、メンディングテープ、マイタックラベルや製本ラベルなどの文具。
  - キッチン雑貨ディアキチワザアリテープ
  - 産業用テープ（包装テープ、外装テープ、各種マスキングテープ、農作物用結束たばねらテープとその周辺機器、電気工事用テープなど）

- 過去に発売した商品
  - QQ絆創膏
  - オーキューバン（イメージキャラクターとして、王貞治と坂本九が起用されていた(CMソングも坂本が歌唱)。前述のQQ絆創膏の前身とも言える商品。商品名は「応急絆創膏」の意味。「OQバン」と表記、片仮名でルビを併記していた）
  - サビオ（海外の絆創膏ブランドを提携して国内で発売。後にライオンに発売元が移行）
  - ケアリーヴ バイオパッド【一般医療機器】
  - ケアリーヴ 血を固めるタイプ【一般医療機器】
  - キズクリーン（泡タイプの外傷洗浄消毒剤）
  - ロイヒプラスター（消炎鎮痛剤）
  - ロイヒハーヴ（消炎鎮痛剤）
  - ロイヒフェルビ温【第2類医薬品】（消炎鎮痛剤）
  - スポーツマン-シップ（消炎鎮痛パップ剤）
  - レッドキック（消炎鎮痛剤） - 「ロイヒクリームフェルビ」【第2類医薬品】に継承
  - コーンプラスター（魚の目治療薬） - 後に「スピル膏」と改称。現在の「スピール膏」の前身。
  - スピール液【第2類医薬品】（液体タイプの魚の目治療薬。サリチル酸15%含有。ジェルタイプの「スピールジェル」に機能統合）
  - スピールガード（上記「スピール液」と併用できる魚の目保護パッド。「スピール抗菌パッド」に機能統合。なお、「スピール抗菌パッド」は「スピール液」との併用はできないが、「スピール膏」とは併用可。）
  - ブルーキック（冷感ボディパウダー）
  - シンシクタイ（伸縮包帯）

## グループ会社・関連会社
連結子会社
ニチバンプリント株式会社
ニチバンテクノ株式会社
ニチバンメディカル株式会社
NICHIBAN (THAILAND) CO.,LTD.（タイ）
NICHIBAN EUROPE GmbH（ドイツ）
持分法適用関連会社
UNION THAI-NICHIBAN CO.,LTD.（タイ）
大東化工株式会社
株式会社飯洋化工

## 歴代社長
- 初代：歌橋憲一
- 2代：歌橋一典
- 3代：歌橋鈞也
- 4代：大塚光一
- 5代：高綱基裕
- 6代：草賀淳
- 7代：堀田直人
- 8代：高津敏明（現職）

## 提供番組・放映
過去
- 2021年
  - ニッポン放送「渡部陽一 明日へ喝!」にてニチバングループのサステナビリティSDGs
  - TOKYO MX「5時に夢中!」
  - 関西・フジテレビ系列「所JAPAN」でテープカッター直線美が開発秘話と共に紹介
  - テレビ朝日系バラエティ番組「ザワつく!金曜日」で救急絆創膏に関するクイズが出題

- 2020年
  - 日本テレビ系全国28局ネット「世界の果てまでイッテQ!」
  - NHK「おはよう日本」まちかど情報室でプッシュカットが紹介
  - TBS系列「東大王」でセロハンテープに関するクイズが出題
  - 東海テレビバラエティ情報番組「タイチサン!」でテープ安城工場が紹介
  - NHK「あさイチ」企画「クイズとくもり」あなたの知らない“粘着テープ”の実力で埼玉工場が紹介
  - 日経CNBC放映 企業IR番組「〜攻めのIR〜Market Breakthrough」
  - フジテレビ系列「アンサング・シンデレラ 病院薬剤師の処方箋」にニチバンは病院向け各種テープを提供
  - テレビ朝日系列「中居正広のニュースな会」でディアキチ ワザアリテープ カットタイプが紹介
  - BSフジ「クイズ!脳ベルSHOW」で発売当初のセロテープ『宣伝カー』がクイズ問題として出題
  - フジテレビ「でんじろうのTHE実験」でセロハンテープが紹介
  - フジテレビ「めざましどようび」内、めざとく!でロイヒつぼ膏が紹介
  - 日テレドラマ『トップナイフ-天才脳外科医の条件-』にニチバンが医療用製品を提供
  - テレビ東京「そもそもなんでダメなんだっけ?」に野菜結束テープたばねらが紹介

- 2019年
  - テレビ東京「FOOT×BRAIN」ニチバンがスポンサー協力しているタイのプロサッカーチームバンコク・ユナイテッドFC、JリーグチームFC東京との取り組みが紹介された
  - BSフジ「クイズ!脳ベルSHOW」でセロハンテープに関する問題が出題
  - テレビ朝日「くりぃむクイズ ミラクル9」番組内でのオートテーパーが紹介
- 1972年 フジテレビ系列放映、永井豪原作のアニメ「マジンガーZ」、「グレートマジンガー」
- 1968年（昭和43年）テレビ番組「男はつらいよ」